# Caraibodesmus pellus
Caraibodesmus pellus är en mångfotingart som beskrevs av Chamberlin 1918. Caraibodesmus pellus ingår i släktet Caraibodesmus och familjen Chelodesmidae. Inga underarter finns listade i Catalogue of Life.